# Gurby
Gruby (lit. Gurbai) – wieś na Litwie, w okręgu uciańskim, w rejonie ignalińskim w starostwie Kozaczyzna.

## Historia
W czasach zaborów wieś leżała w granicach Imperium Rosyjskiego.
W dwudziestoleciu międzywojennym zaścianek leżał w Polsce, w województwie nowogródzkim (od 1926 w województwie wileńskim), w powiecie brasławskim (od 1926 w powiecie święciańskim), w gminie Dukszty.
Według Powszechnego Spisu Ludności z 1921 roku zamieszkiwało tu 16 osób, wszystkie były wyznania rzymskokatolickiego. Jeden mieszkaniec zadeklarował polską przynależność narodową a 15 litewską. Były tu 3 budynki mieszkalne. W 1931 zamieszkiwało tu 12 osób w 2 budynkach.
Miejscowość należała do parafii rzymskokatolickiej w Kozaczyźnie. Podlegała pod Sąd Grodzki w Święcianach i Okręgowy w Wilnie; właściwy urząd pocztowy mieścił się w m. Duksztach.